# Horacio López Usera
Horacio López Usera, més conegut com a Tato López (Montevideo, 22 gener de 1961) és un jugador i professor de bàsquet, periodista esportiu i escriptor uruguaià. L'any 2007 va publicar La vereda del destino, una autobiografia que combina memòries familiars, la seva trajectòria en el bàsquet fins a l'any 1984 i el seu primer viatge per l'Índia. Dos anys més tard va publicar Almas de vagar, un diari de viatge pel sud-est asiàtic i Amèrica Central, més alguns llocs d'Europa. Tots dos llibres han tingut diverses reedicions. Va rebre el Premi Bartolomé Hidalgo el 2007.

## Llibres
- 2007, La vereda del destino
- 2009, Almas de vagar
- 2009, La vereda del destino
- 2010, La fiesta inolvidable
- 2012, El camino es la recompensa
- 2013, Lo no dicho